# Рожнів
Ро́жнів — село в Україні, у Косівському районі Івано-Франківської області. Центр Рожнівської сільської громади. Розташоване за 12 км від районного центу — міста Косова та за 16 км від залізничної станції Заболотів. Населення становить 5563 особи. Відоме виробами народних умільців: вишивальниць, різьбярів.

## Назва
За переказами, давні рожнівчани на Рожнів казали ще й Рознів. Вочевидь, назва Рожнів (Рознів) походить саме з мотиву його географічного розташування, бо, власне, міститься Рожнів у так званих «рожнах», тобто у місці, де зливаються притоки Хімчинець і Тарновець з річкою Рибниця.
Ще одну версію походження назви села Рожнова пропонує Федір Мацко. Він пише, що в сиву давнину в одного селянина появилося жито, яке тоді називали «рож». Тому того чоловіка люди називали Рожко (трохи змінене прізвище — Рижко існує і тепер). Люди приходили до нього і просили насіння рожу, а він казав, що у нього його мало і щоб приходили восени по рож нову. Восени люди казали, що йдуть по рож нову — звідси і назва Рожнова.

## Географія
Особливістю Рожнова є те, що село розташоване на пограниччі трьох субетнографічних земель: Гуцульщини, Покуття та Буковини. З одного боку гуцульські міста Косів, Кути, а, з іншого, — покутські Заболотів і Коломия, дещо далі — буковинські Вижниця і Чернівці. Все село поділяється на 4 парафії, що визначають його територіальний поділ: Стебліцька, Підгора, Чаплинці, Заріка, що в свою чергу складаються з 36 урочищ і кутків.
Через село тече річка Рибниця, потоки Хімчинець і Тарновець — ліві притоки Рибниці.

## Історія
Рожнів уперше згадано у літописах ще у 1408 році. З 1867 р. до 2 липня 1924 р. село належало до Снятинського повіту, а далі й до 1940 р. — до Косівського.
Власниками (чи державцями) села були шляхтичі, зокрема, коронний гетьман Миколай Сенявський, подільський воєвода Геронім Язловецький, Станіслав Коссаковський.
1562 року Рожнів потрапляє до рук першого власника. Тоді польський король Сигізмунт ІІ Август (1548—1572) надав "вельможному воєводі земель Руських і коронному гетьману Миколі Сенявському маєтки королівського домену: «… Рожнів…, що на Покуттю поблизу волоської границі в Коломийськім повіті…»
Перший задокументований напад татарської орди на Рожнів відбувся 1618 році. Напади татар на Гуцульщину і Покуття повторювалися раз по раз. Так, з 1605 до 1633 рр. їх було 20.
Рожнівчани брали участь у знаменитих для всіх українців подіях часів Хмельниччини. Разом з жителями інших навколишніх сіл вони дощенту зруйнували замок у Лючі (Косівщина) і Дебиславцях (поблизу  Коломиї).
Рожнівським маєтком домінією послідовно володіли: шляхтичі Коссаковські — (1786—1819); Катерина, Станіслав, Йозеф Козловецькі — (1819—1849); Каєтан Задурович — (1850—1890); Леон Теодорович — (1890—1918). Ще до Першої світової війни, Андрій Стефуранчин, селянин із Соколівки, будівничий церков, купив у Рожнові двір з садом і невеликою площею землі біля двору за 20000 корон. Дата купівлі підтверджується тим, що його син Андрій народився в 1916 році в Рожнові, в парафії Підгора, був чемпіоном України зі спортивної ходьби у 1946 і 1947 роках і на змаганнях часом брав собі псевдонім «Гуцул» або «Підгірський».
Після першого поділу Речі Посполитої у 1772 році Рожнів разом з іншими поселеннями як Покуття, так і Гуцульщини, Буковини, Закарпаття, Галичини… відійшов до складу Австро-Угорської монархії. Наявність панського двору в Рожнові зобов'язувала жителів відробляти панщину. Тяглий селянин відробляв 6, піший — 7, а халупник — 12 днів панщини на рік. Невеликий розмір відробіткової ренти пояснюється тим, що в рожнівській домінії не було великого фільваркового господарства. Скасування кріпацтва перетворилося на всенародне свято (16 травня 1848 року). На честь цієї події у селах поставили «панщинні» хрести.
Великий вплив на життя рожнівчан мала «Просвіта» (заснована у Львові 1868 року). Перша хата-читальня у Рожнові була заснована у 1887 році. Пізніше стало їх чотири — по одній у кожній парафії. У 1926 році було закінчено будівництво Народного дому за кошти рожнівських заробітчан у Канаді, які привіз разом з великою бібліотекою (500 книжок) Процьо (Прокопій) Ропар. З тих пір громадське життя перемістилося у Народний дім, хоч хати-читальні продовжували функціонувати до кінця 1939 року (до закриття їх Радянською владою). А в 1927 році, Зарікою, на пожертви рожнівчан і їх участі в будівництві, був зведений ще один Народний дім.
Багато горя і страждань рожнівчанам принесла Перша світова війна. На території Рожнова відбувались запеклі бої з великими втратами з обох сторін.
Радо рожнівчани зустріли утворення Західно-Української Народної Республіки в листопаді 1918 року. Рожнівчани, як і мешканці всіх навколишніх сіл, збирали кошти на підтримку Української Галицької Армії (УГА), багато рожнівчан воювало в її рядах.
Наприкінці 1919 року Рожнів зайняла Польща. Не зважаючи на обіцяну  повну «культурну автономію», поляки проводили жорстку політику ополячування, дискримінацію політичних і майнових прав, тому у вересні 1939 року рожнівчани зустріли Червону Армію з надією на краще життя. Та розчарування наступило дуже швидко: всі магазини і крамниці було пограбовано, почались арешти і розстріли членів ОУН, вивезення в Сибір. Заарештували і пізніше розстріляли рожнівського поета Андрія Красовського (Грома). Почалось створення колгоспів.
Під час Другої світової війни бойових дій на території села не було. Німці обклали селян непомірними податками, арештували кількох членів ОУН (трьох з них розстріляли), 101 чоловіка і 43 дівчат вивезли до Німеччини.
Навесні 1944 року, 30 березня, в Рожнові з'явились радянські війська. Перша мобілізація рожнівчан відбулася в червні 1944 року (в червні 1941 року не встигли). Тільки в один день, 11 червня, було мобілізовано 906 чоловіків. Почались масові репресії. Підстава — співпраця з УПА, відмова вступати в колгосп. Втрати такі: арештовано і засуджено — 140 осіб, вивезено в Сибір і  Казахстан — 130 сімей, у східні області України приблизно стільки ж. Цим репресіям протистояла УПА, в лавах якої боролись 38 рожнівчан (кількість може уточнюватись). Вони знищували підрозділи НКВС, та їх керівників. Одним із таких був майор Сибірцев, який сам напросився на службу в Кутський район простим «опером». На свята Різдва Христового, 6 січня 1949 року, в селі Рожневі Косівського району було вбито його і сержанта Бормотова. Ненависть місцевих селян до Сибірцева була такою лютою, що вже мертвому йому хтось відрізав голову. Та найбільших втрат рожнівчанам принесла війна. З війни не повернулось 240 рожнівчан.
У 1947 році у Рожнові створили три колгоспи. Землю, худобу і знаряддя для обробітку землі забрали в колгоспи. Заробіток у колгоспах був 200—300 г пшениці на трудодень. Голова колгоспу, який мав найбільше трудоднів, за рік заробив 60 кг пшениці. Такий же голодний рік був ще і 1948. Суттєво покращилась ситуація в Рожнові з розвитком  прикладного мистецтва (ткацтво, вишивка, різьба по дереву) та сувенірних промислів.
Сучасний Рожнів — одне із найбагатших і найкрасивіших сіл Прикарпаття.

## Релігія

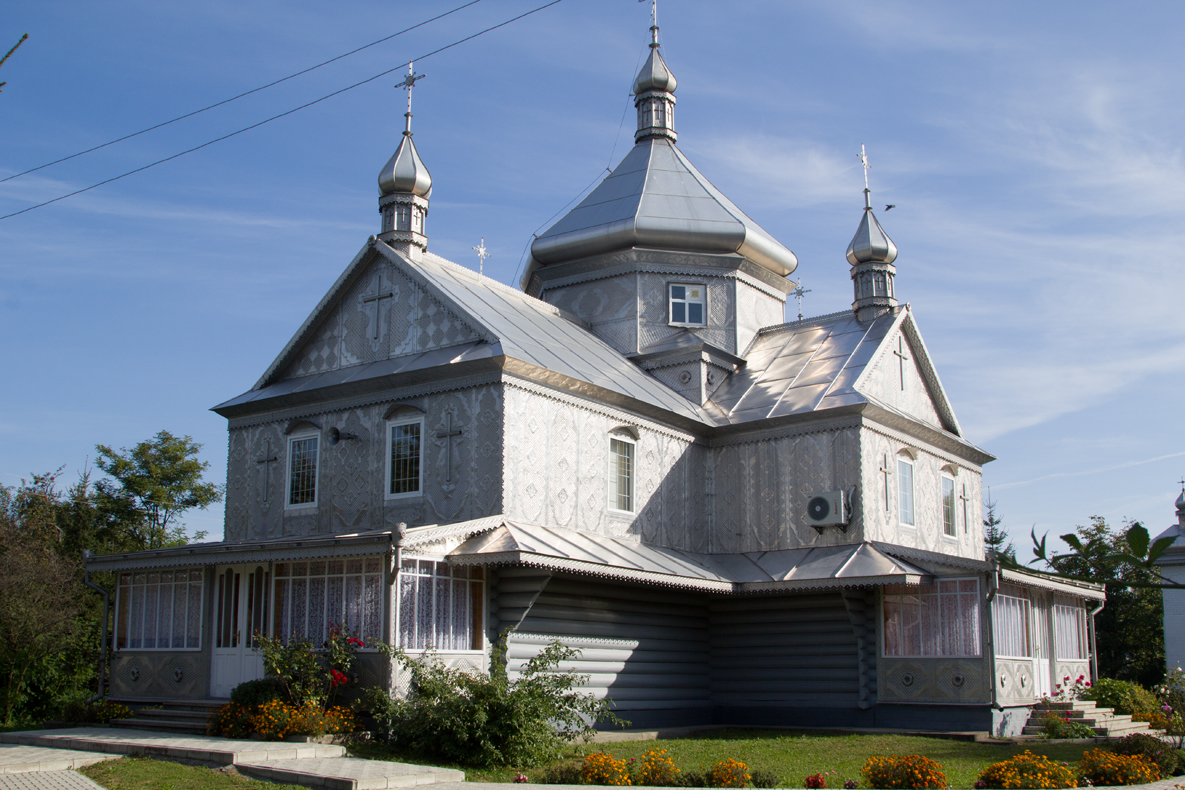
Церква Преображення Господнього

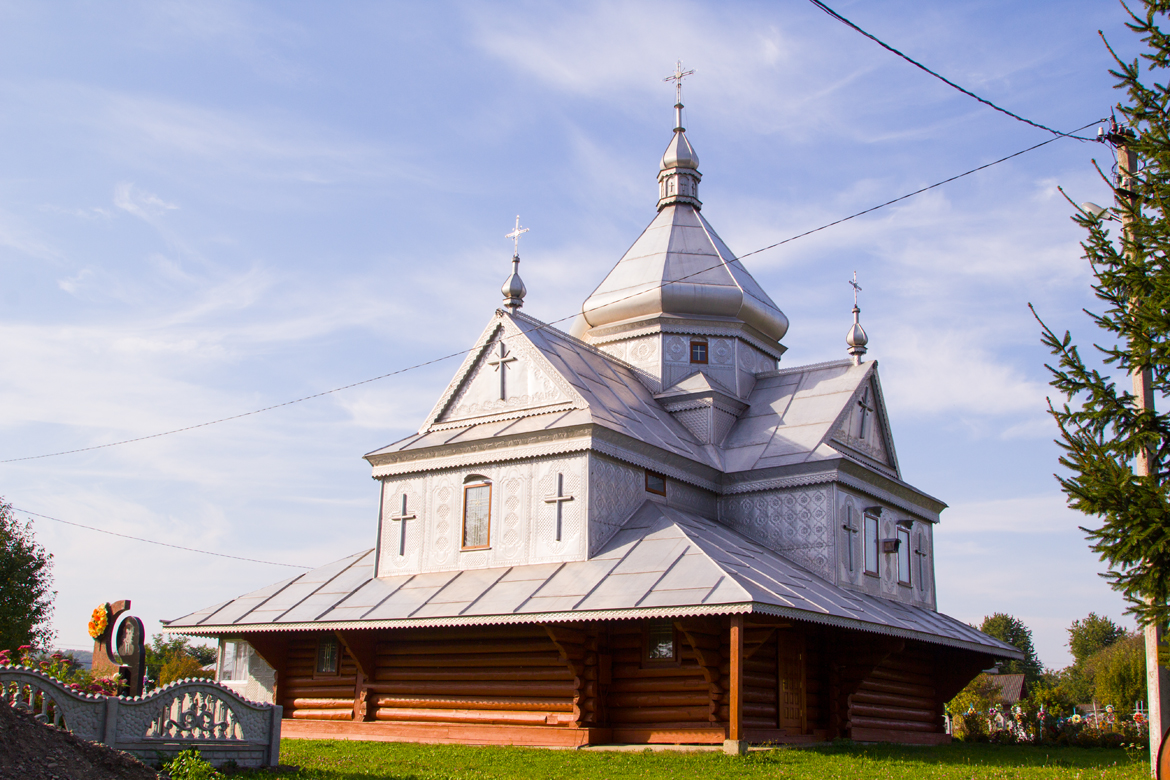
Церква Архистратига Михаїла

- церква Різдва Пресвятої Богородиці 1867 належить до ПЦУ настоятель о. Павло Слободян[6].
- церква Архистратига Михаїла 1991 належить до ПЦУ настоятель о. Павло Слободян (стару церкву 1852 року Радянська влада спалила 6 липня 1978 року, в ніч перед святом Івана Купала, розпустивши потім чутки, що це ніби зробили діти, граючись з вогнем). Різьблений іконостас і царські ворота цієї церкви були справжніми витворами мистецтва, і були найкращими в окрузі. Нова церква згоріла дощенту 4 грудня 2018 року[7][8]
- церква Преображення Господнього 1851 р. належить до УГКЦ настоятель о. Василь Сумарук[9]. Церква хрестоподібна в плані з квадратною навою і невеликими зрубами бокових рамен. Має подовжений бабинець, до якого прибудований ганок, вівтар з ризницями, опасання церкви лежить на вінцях зрубів.[10][11]
- церква Василія Великого 2000 належить до УГКЦ настоятель о. Василь Сумарук. (Стару церкву 1834 року, найстарішу із усіх у Рожнові, Радянська влада розвалила у 1983 році).

## Пам'ятки історії та культури
- Поховання часів карпатських курганів (II—V ст. н. е.),
- три хрести на честь скасування панщини,
- Богородицька церква і дзвіниця 1867 р.,
- Преображенська церква з 1851 р з дзвіницею.
- Братська могила, у якій поховані полеглі у II Світовій Війні: 240 рожнівчан загинули на радянсько-німецькому фронті, сотні були вивезені на примусову роботу в Німеччину, знищені нацистами та енкаведистами, 165 чоловік — виселені до Сибіру, 140 — засуджені до різних термінів ув'язнення за підтримку оунівського підпілля та УПА, 35 жителів — покарані оунівцями за зраду і співробітництво з НКВС (документами не підтверджено).

## Освіта і культура
У селі є два Народні доми, побудовані на пожертви рожнівчан, які були на заробітках у Канаді, три бібліотеки.
Рожнівську школу (тепер Школа-колегіум НВК «Гуцульщина» НаУКМА ім. Федора Погребенника) свого часу закінчили 10 нинішніх докторів наук, 2 народні артисти України, 15 кандидатів наук та 2 лауреати Національної премії ім. Т. Шевченка — Марія Стеф'юк — народна артистка України та Федір Погребенник.
Рожнівський колегіум «Гуцульщина» імені Ф.Погребенника НаУКМА — перший сільський колегіум в Україні. В школі-колегіумі навчається 714 учнів. Якість навчання забезпечують:
- 1 заслужений вчитель України
- 21 вчитель-методист
- 20 старших вчителів
- 10 вчителів вищої категорії
- 9 вчителів I категорії
- 4 вчителі II категорії
- 13 спеціалістів

Навчальна й матеріально-технічна база:
- 46 навчальних кабінетів
- 2 спортивні зали
- 2 комп'ютерні класи
- 2 музеї
- конференц-зала
- актова зала
- бібліотека
- їдальня

Працюють гуртки:
- вокальний
- хоровий
- туристично-краєзнавчий
- «Юний захисник Вітчизни»
- «Чарівний різець»
- «Природа в кераміці»
- «І на тім рушникові…»
- «Чарівна голка»
- «Весняні проліски»
- «Happy English»
- Екологічний театр «Соняшник»
- «Сполох»
- «Пам'ять»

1. Формування життєвої компетенції учнів засобами педагогічного впливу.
2. Оптимізація розвитку здібностей, нахилів та обдарувань учнів засобами мистецтва та народних ремесел Гуцульщини.
3. Формування високоморальної громадянської позиції і національної свідомості.
4. Надання якісної освіти учнівській молоді.
5. Формування екологічної грамотності.
6. Збереження та реабілітація власного здоров'я.
7. Залучення вчителів та учнів до пошуково-дослідницької роботи.

З Історії:
- 1837 р. — заснування початкової школи.
- 1936 р. — діє неповна середня школа.
- 1950 р. — початок функціонування середньої школи.
- 1989 р. — добудова та реконструкція навчальних приміщень.
- 1997 р. — відкриття колегіуму «Гуцульщина» під патронатом НаУКМА.
- 1998 р. — навчальний заклад — експериментальний майданчик ОІПОПП.
- 1998 р. — членство в Асоціації колегіумів України.
- 2002 р. — вступ до Асоціації «Відроджені гімназії України».
- 2003 р. — присвоєння закладові імені Ф.Погребенника.
- 2005 р. — надання закладові статусу навчально-виховного комплексу.
- 2006 р. — переможець конкурсу «Сто найкращих шкіл України»
- 2008 р. — заклад включено в обласну програму «Школа майбутнього»
- 2008 р. — флагман сучасної української освіти.

Співпраця Рожнівського НВК:
- Асоціація колегіумів НаУКМА
- Асоціація «Відроджені гімназії України»
- Міжнародний Фонд «Відродження» (пілотна програма «Новій Україні — нових учителів»).
- Міжнародна громадська організація «Конгрес захисту української мови»;
- Британська Рада.

Проєкт «Бібліотека та Інтернет»;
- Канадсько-український проєкт «Громадянська освіта»;
- Проєкт InterCollegia;
- Інститут реклами м. Києва.

Партнерські зв'язки:
- Національний університет «Києво-Могилянська Академія»;
- Острозька Академія;
- Косівський державний інститут декоративно-прикладного мистецтва ім. В.Касіяна;
- Румунія. Марамурешський повіт м. Бая Маре — школа № 3 і школа № 17;
- Черкаська загальноосвітня школа № 4 I—III ст.;
- Польща. Гімназія № 4 ім. О. Камінського в м. Леганово.

## Населення
Рожнів — друге село за кількістю населення на Косівщині (перше — Космач 6054).

### Мова
Розподіл населення за рідною мовою за даними перепису 2001 року:
| Мова            | Кількість | Відсоток |
| --------------- | --------- | -------- |
| українська      | 5537      | 99.53%   |
| російська       | 22        | 0.39%    |
| білоруська      | 2         | 0.04%    |
| румунська       | 1         | 0.02%    |
| інші/не вказали | 1         | 0.02%    |
| Усього          | 5563      | 100%     |

## Відомі люди

### Народилися
- Бідолах Герман (1869—1942) — український монах василіянин, видавець, друкар, перекладач.
- Ватаманюк Василь Іванович — народний артист України, співак
- Красовський Андрій Ілліч (1904—1942) — український культурний діяч, письменник, поет.
- Кричун Петро Михайлович — журналіст, головний редактор газети «Все про бухгалтерський облік»
- Лучук Дмитро Дмитрович (1928—2012) — український майстер художнього оброблення дерева та шкіри.
- Погребенник Володимир Дмитрович (нар. 1947) — український науковець-еколог
- Погребенник Федір Петрович — доктор філологічних наук, професор
- Ришко Іван — селянин, політичний та громадський діяч Галичини середини XIX століття, посол до Австрійського парламенту 1848 року.
- Сахро Петро Юрійович (1918—1987) — український радянський живописець.
- Стеф'юк Ігор Васильович (1949—2017) — український художник декоративного мистецтва, педагог.
- Стеф'юк Марія Юріївна — оперна співачка, Народна артистка, Герой України

### Перебували
- Іван Франко, Леся Українка, Михайло Коцюбинський, Гнат Хоткевич, Василь Стефурак, В'ячеслав Пархоменко, Богдан Радиш, Віталій Кличко, Володимир Кличко